# Barton Mills
Barton Mills is een civil parish in het bestuurlijke gebied West Suffolk, in het Engelse graafschap Suffolk met 1052 inwoners.